# Pingasa nobilis
Pingasa nobilis är en fjärilsart som beskrevs av Louis Beethoven Prout 1913. Pingasa nobilis ingår i släktet Pingasa och familjen mätare. Inga underarter finns listade i Catalogue of Life.